# Oenopota cancellata
Oenopota cancellata är en snäckart som först beskrevs av Jesse Wedgwood Mighels och C. B. Adams 1842.  Oenopota cancellata ingår i släktet Oenopota och familjen kägelsnäckor. Inga underarter finns listade i Catalogue of Life.